# Tunnels and Trolls: Crusaders of Khazan
Tunnels and Trolls: Crusaders of Khazan est un jeu vidéo de rôle développé et publié par  New World Computing en 1990 sur PC. Le jeu est une adaptation du jeu de rôle sur table médiéval-fantastique Tunnels et Trolls, publié en 1975 par Flying Buffalo. Le joueur y contrôle un groupe incluant entre un et quatre aventuriers dont il peut choisir la classe – guerrier, voleur ou magicien – et la race,,.

## Accueil
| Middle East Conflict |      |       |
| Média                | Pays | Notes |
| Dragon Magazine      | US   | 5/5   |
| Gen4                 | FR   | 85%   |